# Saaten-Union

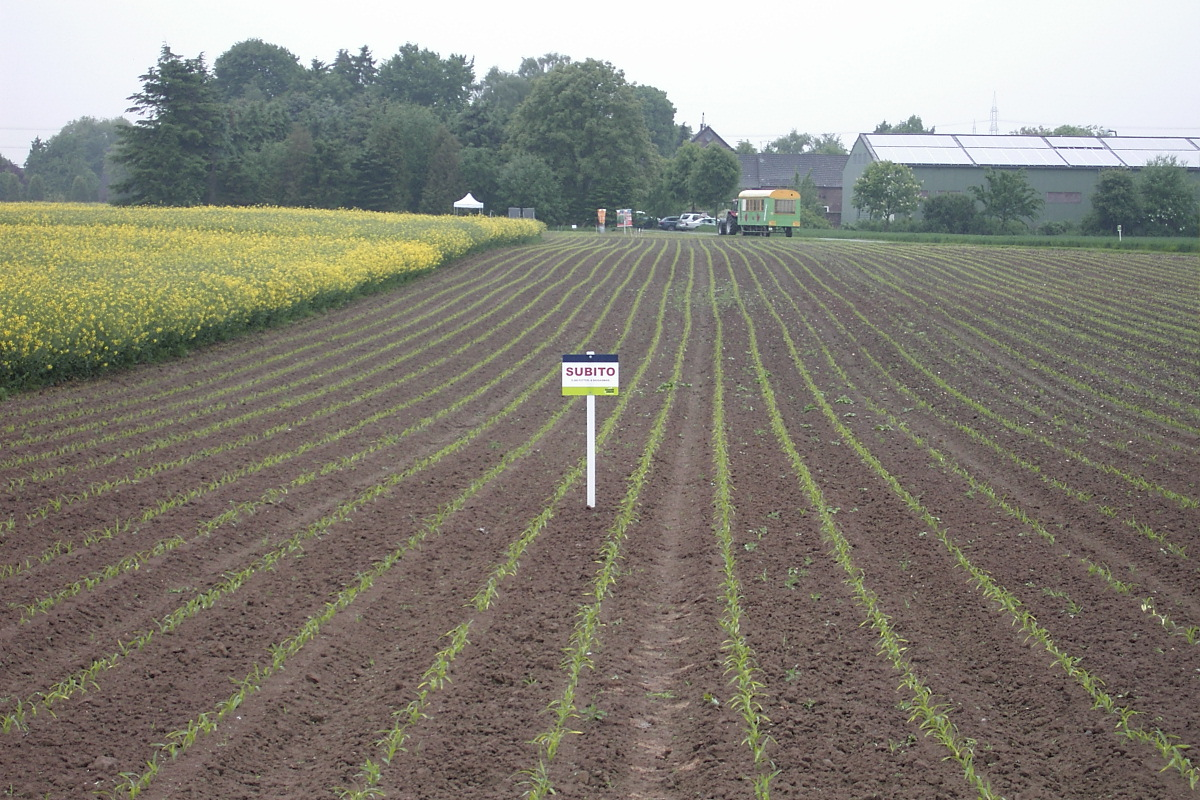
Maissortendemo der Saaten-Union in Rommerkirchen-Deelen

Die SAATEN-UNION GmbH ist die Vertriebsorganisation für fünf mittelständische deutsche Pflanzenzüchter. Neben Mais, Weizen, Gerste und Roggen bietet das Unternehmen eine größere Sortenauswahl bei Zwischenfrüchten, Gräsern und Erbsen. Nach eigenen Angaben ist die Saaten-Union ein deutsches Pflanzenzuchtunternehmen mit einem Vollsortiment.

## Gesellschafter
Die Gesellschafter der Saaten-Union sind:

### P. H. Petersen Saatzucht Lundsgaard GmbH
Die Firma P. H. Petersen wurde 1931 gegründet und trat 1971 als Gesellschafterin in die Saaten Union ein. 1982 wurde sie Mitglied der Hybro GbR und züchtete Hybridroggen. 1996 entwickelte Petersen den ersten Ölrettich mit Nematodenresistenzstufe 1. 2004 kam die Ölrettichsorte Defender mit Multiresistenz auf den Markt. 2009 wurde die Biofumigation eingeführt.

### Norddeutsche Pflanzenzucht Hans-Georg Lembke KG
Die Lembke KG hat ihren Ursprung im Jahr 1897 und in der Arbeit des Agronomen Hans Lembke. Sie ist Gesellschafter der Saaten Union und der Rapool Ring GmbH. Neben Ölfrüchten und Körnerleguminosen werden auch Gräser und Kleearten gezüchtet und vertrieben.

### Dr. Hans Rolf Späth GmbH & Co. KG
Die 1972 gegründete Firma beschäftigt sich mit der Zucht von Dinkel, Durum und Spargel. Firmensitz ist Rastatt.

### W. von Borries-Eckendorf GmbH & Co. KG
Die Ursprünge dieser Firma gehen bis in das Jahr 1849 auf dem Gut Eckendorf zurück. Im Jahr 2011 beschäftigt das Unternehmen rund vierzig Mitarbeiter mit der Zucht von Weizen, Gerste und Futterrüben, welche über die Saaten-Union sowie die Rapool Ring GmbH vermarktet werden.

### Nordsaat Saatzucht GmbH
Die 1911 von Carl von Schultz gegründete Norddeutsche Saatzuchtgesellschaft KG von Schultz-Granskevitz in Granskevitz (Rügen) wurde nach 1945 in Schleswig-Holstein von seiner Witwe wiederbegründet. Seit den 1950er Jahren arbeitet Nordsaat an der Entwicklung von Hybridweizensorten. Nordsaat übernahm das gesamte Hybridweizenprogramm der DDR sowie die Hybridweizensparte von Hybritech/Monsanto.
Bis Anfang 2024 war außerdem die Strube Research GmbH & Co. KG (bis 2009 Strube-Dieckmann), Söllingen, Gesellschafterin. Seine Gesellschafteranteile gab Strube an die Saaten-Union GmbH ab. Im Verlauf des Jahres 2024 schied auch die Ackermann Saatzucht GmbH & Co. KG als Gesellschafterin aus.

## Verbundene Unternehmen
1984 gründeten die damals sieben Gesellschafter der Saaten-Union GmbH das Saaten-Union Resistenzlabor. Ziel war die gemeinsame und synergistische Durchführung von Forschungs- und Entwicklungsarbeiten in der biotechnologisch gestützten Pflanzenzüchtung. 2009 benannte sich das Unternehmen aufgrund der internationalen Bedeutung in Saaten-Union Biotec GmbH um.
1999 trat die Deutsche Saatveredelung als achter Gesellschafter der Saaten-Union Biotec GmbH bei.
Im Juli 2011 wurde der Beitritt der Solana Research GmbH beschlossen. Diese ist Teil der Solana Gruppe. Die Solana GmbH & Co. KG ist wiederum die exklusive Vertriebsorganisation der SaKa Pflanzenzucht GmbH & Co. KG.
Unterstützung bei den Zuchtprogrammen erhalten die Unternehmen vom Biotechnologielabor Saaten-Union Biotec GmbH. Ziel ist es, mit Hilfe neuer Technologien ertragreichere, gesündere und qualitativ hochwertigere Sorten zu entwickeln.
Europaweit ist das Unternehmen mit acht Tochtergesellschaften in Frankreich, England, Tschechien, Polen, Rumänien, Ungarn, Russland und seit 2009 auch in der Ukraine als Dachmarke aktiv; in anderen Ländern werden Vertriebskooperationen unterhalten.
Die Vertriebskooperation Rapool-Ring GmbH mit ihren Tochtergesellschaften sowie der Vertriebsauftrag für die Sorten der HYBRO Saatzucht GmbH & Co. KG tragen dazu bei, die Position der Saaten-Union im Markt zu festigen. In der Saaten-Union-Gruppe arbeiten europaweit 780 Mitarbeiter, davon siebzig in der Zentrale in Isernhagen.